# Музей боевой славы металлургов
Музей боевой славы металлургов — небольшой музей в городе Нижнем Тагиле, посвящённый Великой Победе и участию тагильчан во Второй Мировой войне. Расположен в Нижнем Тагиле, в Тагилстроевском районе города, на улице Металлургов, 1/1, на Тагилстрое.
Музей в месте с Музейно-выставочным центром «НТМК» является частью музейного объединения Музейно-выставочный центр "ОАО Евраз НТМК".

## Описание
Музей находится внутри большого монументального пилона «Мемориала памяти воинов-металлургов», который расположен на площади Боевой Славы Металлургов, находящейся на территории парка культуры Металлургов с выходом к улице Металлургов. Здание музея выполнено в стиле Советского Монументализма и представляет собой большой массивный прямоугольный пилон, стены которого со всех сторон покрыты чугунными памятными досками с вырезанными на них именами павших воинов-металлургов. На углах здания из чугуна высечены барельефы суровых ликов советских солдат в касках. Каждый из угловых барельефов весит 15 тонн.
Возле музея располагается комплекс мемориальных сооружений, включающий в себя, помимо самого здания музея, обелиск, вечный огонь в честь погибших в войне металлургов и памятник двум пушкам времён Второй Мировой войны. Сам музей, вместе с комплексом данных сооружений, является частью мемориального комплекса Боевой Славы металлургов.
Вход в музей выходит к нижнему ярусу площади, куда с основного яруса ведут две большие широкие лестницы по обе стороны от здания музея. От нижнего и верхнего ярусов площади по парку отходят аллеи и ведут ко Дворцу культуры металлургов.

## История создания музея
Идея создания музея в честь Победы в Великой Отечественной войне на фашистской Германией пришла на собрании ветеранов Второй Мировой войны в честь 20-летия Великой Победы (1965 год). Идею поддержали партийные, профсоюзные и комсомольские члены комбината.
Музей строился рабочими завода НТМК. Примечательно, что весь строематериалов (от мрамора до чугуна), который пошёл на строительство музея, был произведён в Нижнем Тагиле.
В 1971 году музей достроили и открыли.

## Экспозиция
В музее представлены оружие, мундиры, предметы быта солдат и тружеников тыла, образцы продукции, выпускаемой на заводах 
Нижнего Тагила в годы войны. На стенах много фотографий героев войны, имеется много архивных данных (в основном документы и письма тех лет).
Экспозиция музея разделена на три комплекса.
В музей ходят на экскурсии целыми классами и проводят там открытые уроки.